# Alpiner Nor-Am Cup Damen
Diese Liste enthält die Siegerinnen des Nor-Am Cup der Damen im alpinen Skisport. Neben der Ersten der Gesamtwertung sind auch die Gewinnerinnen der einzelnen Disziplinenwertungen angegeben.
| Saison    | Gesamt                                            | Abfahrt                                           | Super-G                                           | Riesenslalom                                      | Slalom                                            | Kombination                                       |
| --------- | ------------------------------------------------- | ------------------------------------------------- | ------------------------------------------------- | ------------------------------------------------- | ------------------------------------------------- | ------------------------------------------------- |
| 2024/2025 | Annika Hunt                                       | Annika Hunt                                       | Annika Hunt                                       | Elisabeth Bocock                                  | Liv Moritz                                        | –                                                 |
| 2023/2024 | Arianne Forget                                    | Allison Mollin                                    | Allison Mollin                                    | Arianne Forget                                    | Victoria Palla                                    | –                                                 |
| 2022/2023 | Mary Bocock                                       | Tricia Mangan Lauren Macuga                       | Mary Bocock                                       | Cassidy Gray                                      | Allie Resnick                                     | –                                                 |
| 2021/2022 | Ava Sunshine                                      | Stefanie Fleckenstein                             | Candace Crawford                                  | Allie Resnick                                     | Lila Lapanja                                      | Ava Sunshine                                      |
| 2020/2021 | Aufgrund der COVID-19-Pandemie nicht ausgetragen. | Aufgrund der COVID-19-Pandemie nicht ausgetragen. | Aufgrund der COVID-19-Pandemie nicht ausgetragen. | Aufgrund der COVID-19-Pandemie nicht ausgetragen. | Aufgrund der COVID-19-Pandemie nicht ausgetragen. | Aufgrund der COVID-19-Pandemie nicht ausgetragen. |
| 2019/2020 | Keely Cashman                                     | Keely Cashman                                     | Isabella Wright                                   | Adriana Jelinkova                                 | Lila Lapanja                                      | Storm Klomhaus                                    |
| 2018/2019 | Nina O’Brien                                      | A J Hurt                                          | Nina O’Brien                                      | Nina O’Brien                                      | Nina O’Brien                                      | A J Hurt                                          |
| 2017/2018 | Roni Remme                                        | Roni Remme                                        | Roni Remme                                        | Mikaela Tommy                                     | Amelia Smart                                      | Valérie Grenier                                   |
| 2016/2017 | Ali Nullmeyer                                     | Alice Merryweather                                | Tricia Mangan                                     | Amelia Smart                                      | Ali Nullmeyer                                     | Tricia Mangan Nina O’Brien                        |
| 2015/2016 | Megan McJames                                     | Breezy Johnson                                    | Anna Marno                                        | Megan McJames                                     | Lila Lapanja                                      | Megan McJames                                     |
| 2014/2015 | Candace Crawford                                  | Julia Ford                                        | Abby Ghent                                        | Candace Crawford                                  | Candace Crawford                                  | Candace Crawford                                  |
| 2013/2014 | Madison Irwin                                     | Katie Ryan                                        | Abby Ghent                                        | Candace Crawford                                  | Lila Lapanja                                      | Madison Irwin Mikaela Tommy                       |
| 2012/2013 | Megan McJames                                     | Katie Ryan                                        | Jacqueline Wiles                                  | Mikaela Tommy                                     | Anna Goodman                                      | Megan McJames                                     |
| 2011/2012 | Julia Ford                                        | Julia Ford                                        | Marija Bedarjowa                                  | Megan McJames                                     | Elli Terwiel                                      | Jelena Prostewa                                   |
| 2010/2011 | Kiley Staples                                     | Julia Ford                                        | Julia Ford                                        | Marie-Pier Préfontaine                            | Mikaela Shiffrin                                  | Julia Ford                                        |
| 2009/2010 | Laurenne Ross                                     | Laurenne Ross                                     | Laurenne Ross                                     | Anne Cecilie Brusletto                            | Ève Routhier                                      | Julia Ford                                        |
| 2008/2009 | Marie-Michèle Gagnon                              | Alice McKennis                                    | Alice McKennis                                    | Marie-Michèle Gagnon                              | Sterling Grant                                    | Julia Ford                                        |
| 2007/2008 | Larisa Yurkiw                                     | Larisa Yurkiw                                     | Chelsea Marshall                                  | Megan McJames                                     | Anna Goodman                                      | Chelsea Marshall                                  |
| 2006/2007 | Leanne Smith                                      | Sherry Lawrence                                   | Leanne Smith                                      | Jessica Kelley                                    | Kiley Staples                                     | Marie-Michèle Gagnon                              |
| 2005/2006 | Megan McJames                                     | Julia Littman                                     | Megan McJames                                     | Megan McJames                                     | Sterling Grant                                    | –                                                 |
| 2004/2005 | Brigitte Acton                                    | Sherry Lawrence                                   | Sherry Lawrence                                   | Jessica Kelley                                    | Brigitte Acton Kaylin Richardson                  | –                                                 |
| 2003/2004 | Stacey Cook                                       | Stacey Cook                                       | Bryna McCarty                                     | Brigitte Acton                                    | Kaylin Richardson                                 | –                                                 |
| 2002/2003 | Brigitte Acton                                    | Bryna McCarty                                     | Brigitte Acton                                    | Jessica Kelley                                    | Kaylin Richardson                                 | –                                                 |
| 2001/2002 | Sophie Splawinski                                 | Kelly VanderBeek                                  | Warwara Selenskaja                                | Hilary McCloy                                     | Julia Mancuso                                     | –                                                 |
| 2000/2001 | Anna Prchal                                       | Picabo Street                                     | Sara-Maude Boucher                                | Tatum Skoglund                                    | Anna Prchal                                       | –                                                 |
| 1999/2000 | Britt Janyk                                       | Anne-Marie LeFrançois                             | Anne-Marie LeFrançois                             | Julia Mancuso                                     | Sarah Schleper                                    | –                                                 |
| 1998/1999 | Alison Powers                                     | Megan Ganong                                      | Alison Powers                                     | Alexandra Shaffer                                 | Geneviève Simard                                  | –                                                 |
| 1997/1998 | Emily Brydon                                      | Emily Brydon                                      | Emily Brydon                                      | Julie Parisien                                    | Allison Forsyth                                   | –                                                 |
| 1996/1997 | Lindsey Roberts                                   | Lindsey Roberts                                   | Lindsey Roberts                                   | Kristen Clark                                     | Kateřina Tichý                                    | –                                                 |
| 1995/1996 | Marie-Joëlle Clément                              | Catherine Lussier                                 | Catherine Lussier Ashley Davenport                | Gillian McFetridge                                | Tasha Nelson                                      | –                                                 |
| 1994/1995 | Kathleen Monahan                                  | Michelle Ruthven                                  | Kate Pace                                         | Kathleen Monahan                                  | Edith Rosza                                       | –                                                 |
| 1993/1994 | Anna Parisien                                     | Kjersti Bjorn-Roli                                | Shannon Nobis                                     | Anna Parisien                                     | Anna Parisien                                     | –                                                 |
| 1992/1993 | Kristi Terzian                                    | Lindsey Roberts                                   | Michelle Ruthven                                  | Shannon Nobis                                     | Kristi Terzian                                    | –                                                 |
| 1991/1992 | Picabo Street                                     | Kendra Kobelka                                    | Hilary Lindh                                      | Katherine Davenport                               | Kristina Koznik                                   | –                                                 |
| 1990/1991 | Picabo Street                                     | Megan Garety                                      | Julie Parisien                                    | Petra Bernet                                      | Gabriela Zingre                                   | –                                                 |
| 1989/1990 | Heidi Bowes                                       | Rardi Van Heest                                   | Kimberly Schmidinger                              | Heidi Bowes                                       | Heidi Bowes                                       | –                                                 |
| 1988/1989 | Diann Roffe                                       | Adele Allender                                    | Kristin Krone                                     | Diann Roffe                                       | Diann Roffe                                       | –                                                 |
| 1987/1988 | Monique Pelletier                                 | Kendra Kobelka                                    | Kendra Kobelka                                    | Diann Roffe                                       | Monique Pelletier                                 | –                                                 |
| 1986/1987 | Kerrin Lee                                        | Kerrin Lee                                        | Tori Pillinger                                    | Angelika Hurler                                   | Eva Twardokens                                    | –                                                 |
| 1985/1986 | Diane Haight                                      | Tracy McEwan                                      | Karin Stotz                                       | Anette Gersch                                     | Diane Haight                                      | –                                                 |
| 1984/1985 | Catharina Glassér-Bjerner                         | Kellie Casey                                      | –                                                 | Catharina Glassér-Bjerner                         | Ida Ladstätter                                    | –                                                 |
| 1983/1984 | Eva Twardokens                                    | Cindy Oak                                         | –                                                 | Eva Twardokens Mateja Svet                        | Diann Roffe                                       | –                                                 |
| 1982/1983 | Eva Pfosi                                         | Pam Fletcher Karen Stemmle                        | –                                                 | Andrea Bédard                                     | Eva Twardokens                                    | –                                                 |
| 1981/1982 | Lynda McGehee                                     | Pam Fletcher                                      | –                                                 | Debbie Armstrong                                  | Lynda McGehee                                     | –                                                 |
| 1980/1981 | Brenda Buglione Noel Lyons                        | nicht bekannt                                     | –                                                 | Pam Fletcher Leslie Leete Smith                   | Brenda Buglione                                   | –                                                 |
| 1979/1980 | nicht bekannt                                     | nicht bekannt                                     | –                                                 | nicht bekannt                                     | nicht bekannt                                     | –                                                 |
| 1978/1979 | nicht bekannt                                     | nicht bekannt                                     | –                                                 | nicht bekannt                                     | nicht bekannt                                     | –                                                 |
| 1977/1978 | Maggie Crane                                      | Holly Flanders                                    | –                                                 | nicht bekannt                                     | Cindy Nelson                                      | –                                                 |
| 1976/1977 | Heidi Preuss                                      | Gail Blackburn                                    | –                                                 | Heidi Preuss                                      | Heidi Preuss                                      | –                                                 |
| 1975/1976 | Viki Fleckenstein                                 | Jeanette Zanier                                   | –                                                 | Viki Fleckenstein                                 | Christin Cooper                                   | –                                                 |
| 1974/1975 | Leslie Leete Smith                                | Laurie Kreiner                                    | –                                                 | Becky Dorsey                                      | Leslie Leete Smith                                | –                                                 |
| 1973/1974 | Leith Lende                                       | Betsy Devin                                       | –                                                 | Leith Lende                                       | Leith Lende                                       | –                                                 |
| 1972/1973 | Betsy Clifford                                    | Cindy Nelson                                      | –                                                 | Betsy Clifford                                    | Betsy Clifford                                    | –                                                 |
| 1971/1972 | Cheryl Bechdolt                                   | Stephanie Forres                                  | –                                                 | Cheryl Bechdolt                                   | Penny Northup                                     | –                                                 |
| 1970/1971 | Karen Budge                                       | Carolyn Oughton                                   | –                                                 | Judy Crawford                                     | Karen Budge                                       | –                                                 |

## Belege und Weblinks
- Gesamt- und Disziplinensieger bis zur Saison 2009/2010: Alpine Canada (Hrsg.): Canadian Alpine Ski Teams Media Guide 2010/2011. S. 119–128.
- Gesamt- und Disziplinenwertungen ab der Saison 1998/1999: FIS-Website